# Strada statale 16 dir/B del Porto di Ancona
L'ex strada statale 16 dir/B del Porto di Ancona (SS 16 dir/B) è una strada di 5 km costituita da un tratto della strada statale 16 Adriatica dismesso dopo la costruzione della variante di Ancona.

## Descrizione
La strada è stata riclassificata strada statale nel 1981 (la nuova classificazione sarà ufficializzata soltanto per mezzo del decreto legislativo n. 461 del 1999) e declassata nel 2018. Collega lo svincolo di Pinocchio/Pontelungo sulla SS 16 con la stazione di Ancona, lungo via di Pontelungo, via della Montagnola, via Torresi, piazza Ugo Bassi, via Giordano Bruno, via Marconi, piazza Rosselli. Il suo percorso coincide in gran parte con la strada nota come Lunga del Pinocchio.
Pur nell'inadeguatezza delle sue caratteristiche (percorso tortuoso, in gran parte urbano), costituisce il principale accesso al porto per i mezzi pesanti provenienti da sud, dal momento che sull'asse Nord-Sud non è consentito il transito di mezzi pesanti.